# 千葉頼胤
千葉 頼胤（ちば よりたね）は、鎌倉時代中期の武将。鎌倉幕府御家人。千葉氏第8代当主。第7代当主・千葉時胤の子。

## 略歴
仁治2年（1241年）、父・時胤が死去したため、わずか3歳という幼少で家督を継いだ。当時の千葉氏は若い当主が相次いだため、鎌倉幕府の評定衆を務めた一族の千葉秀胤が力を持ち、頼胤の後見として事実上の惣領となるが、宝治元年（1247年）に宝治合戦がおきると、幕府の命令で一族の秀胤とその一派は滅ぼされる。だが、当時頼胤は幼かったため、父の兄弟である千葉泰胤ら一族の者が任を代行した。この乱で幼少の頼胤の責任は問われなかったものの、一族の多くが処分されており、頼胤や泰胤は一度失われた千葉氏宗家の権威と一族の結束を回復させるために千葉氏と妙見菩薩の関係を強調する“妙見説話”を前面に押し出したとする見方がある。
建長元年（1249年）、香取神宮の遷宮に際して正神殿・一鳥居などを造営するに功を挙げた。
前述まではまだ幼少の時期と言える段階であるため、幼名の亀若丸を名乗っていたものとみられるが、元服後の「頼胤」の名が初めて史料上に現れるのは、『吾妻鏡』に建長5年（1253年）に開催された鶴岡八幡宮放生会の参列者の中での後陣の供奉の一人として挙げられている「千葉介頼胤」の記述であり（『吾妻鏡』建長5年8月15日条）、この時までに当時の北条氏得宗家当主・鎌倉幕府第5代執権であった北条時頼の偏諱を受けて名乗ったものとみられる。
やがて時頼の子・時宗の代になって元寇がおきると異国警固番役のために出陣し、元軍と戦ったが、傷を負い、建治元年（1275年）8月16日に37歳で死去。跡を子の千葉宗胤が継いだ。